# Stanisław Zagórski
Stanisław Zagórski (* 1933 in Warschau, Polen) ist ein polnischer Grafiker und  Grafikdesigner, spezialisiert auf Gebrauchsgrafik und international bekannt für seine Plakatkunst. Er lebt und arbeitet in Warschau.

## Leben
Stanisław Zagórski studierte an der Kunstakademie in Warschau bis zum Jahr 1957. Er war als Plakatkünstler (vor allem für Filmplakate), Buchgestalter und Illustrator erfolgreich tätig. Seine Plakate waren auf zahlreichen Ausstellungen, unter anderem in Warschau 1961 und 1965; in Beirut, 1961; in München, 1962; in Kopenhagen, 1963 und in verschiedenen Städten Italiens vertreten.
Er errang viele Auszeichnungen mit seinen Plakaten, unter anderem, von 1960 und 1961 die beiden ersten Kollektivpreise für die Plakate „Lenin 1870–1960“ und „Jahrtausendfeier des polnischen Staates“.  Er erhielt  den „Tadeusz Trepkowski-Preis“ für das Plakat „300 Jahre Polnische Zeitung“. Im  Jahr 1963 war er in New York City und als Lehrer an der Tyler School of Fine Arts in Philadelphia, Pennsylvania tätig.
Im Jahr 1964 wurden einige seiner Plakate auf der documenta III in Kassel in der Abteilung Graphik gezeigt. Er arbeitete viele Jahre mit Roslaw Szaybo zusammen.